# Rangpur (Distrikt)

Lage von Rangpur in Bangladesch

Rangpur (bengalisch: রংপুর) ist ein Distrikt in Rangpur. Die im Hauptstadt des Distrikts bildet die gleichnamige Stadt Rangpur. Die Gesamtfläche des Distrikts beträgt 2402 km². Der Distrikt setzt sich aus 8 Upazilas zusammen. 
Der Distrikt Rangpur grenzt im Norden an den Distrikt Nilphamari, im Süden an den Distrikt Gaibandha, im Osten an den Distrikt Kurigram und im Westen an den Distrikt Dinajpur. Der Distrikt hat 2.881.086 Einwohner (Volkszählung 2011). Die Alphabetisierungsrate liegt bei 48,5 % der Bevölkerung.  90,4 % der Bevölkerung sind Muslime, 9,0 % sind Hindus und 0,6 % sind Christen, Buddhisten oder sonstige.
Das Klima ist tropisch und das ganze Jahr über warm. Die jährliche Durchschnittstemperatur dieses Distrikts variiert von maximal 32 Grad Celsius bis minimal 11 Grad. Die jährliche Niederschlagsmenge beträgt 2931 mm (2011) und die Luftfeuchtigkeit ist ganzjährig hoch.
Die Wirtschaft des Distrikts ist vorwiegend von der Landwirtschaft geprägt. Laut der Volkszählung von 2011 arbeiten 62,7 % der Arbeitskräfte in der Landwirtschaft, 30,1 % im Dienstleistungssektor (meist in informellen Verhältnissen) und 7,3 % in der Industrie.